# أقا بلاغ (دشتابي الشرقي)
أقا بلاغ (بالفارسية: آقابابا) هي قرية تقع في إيران في قسم دشتابي الشرقي الريفي. يقدر عدد سكانها بـ 634 نسمة .